# プブリウス・コルネリウス・スキピオ
プブリウス・コルネリウス・スキピオ（ラテン語: Publius Cornelius Scipio, ? - 紀元前211年没）は、第二次ポエニ戦争初期の共和政ローマの軍人。父はルキウス・コルネリウス・スキピオ、兄にグナエウス・コルネリウス・スキピオ・カルウス。息子には後に第二次ポエニ戦争後期で活躍するスキピオ・アフリカヌス、スキピオ・アシアティクスがいる。
紀元前218年に執政官（コンスル）に当選。第二次ポエニ戦争ではピサおよびマッシリアより海路でもハンニバルのイタリア侵入を警戒していたが、ハンニバルがアルプス山脈を越えてイタリアに侵入、スキピオは急遽ヒスパニアに展開していた軍をイタリア北のガリア・キサルピナ地方に召集、兄のスキピオ・カルウスと共に防戦体勢に入る。その帰路のポー川付近でハンニバルの部隊と遭遇、スキピオはこの遭遇戦で敗北、自身も重傷を負う。先の敗北でハンニバルには慎重になるように彼は同僚の執政官ティベリウス・センプロニウス・ロングスに忠告するが、センプロニウスは果敢にハンニバルに挑む。しかし同年12月ハンニバルに再び敗れた。
このような敗北にもかかわらず、彼はローマ軍の優秀さを信じていた。彼の軍の司令官の任期は延長され、次の年に兄カルウスと共にハンニバルの本拠地であるヒスパニアに軍を展開する。この軍事行動が実際どのようなものであったかは分かってはいない。しかしヒスパニアのカルタゴ領を守るハスドルバル・ギスコ率いるイベリア人の部隊に敗れ、紀元前211年12月、スキピオは兄カルウスと共にカルタゴ・ノヴァ近郊にて戦死した（バエティス川の戦い）。

## 家族
- 父：ルキウス・コルネリウス・スキピオ
- 兄：グナエウス・コルネリウス・スキピオ・カルウス
- 息子：プブリウス・コルネリウス・スキピオ（後のスキピオ・アフリカヌス）
- 息子：ルキウス・コルネリウス・スキピオ（後のスキピオ・アシアティクス）